# Bantiger
Der Bantiger ist ein Berg (947 m ü. M.) im Kanton Bern in der Schweiz. Der Gipfel liegt auf dem Gebiet der Gemeinde Bolligen. Vom Bantiger – fast hundert Meter höher als der Berner Hausberg Gurten – hat man ein Rundumpanorama mit Sicht auf die Berner Alpen und den Jura.

## Geschichte
Zuerst schützte er als Fliehburg die Berner Bevölkerung. Im Jahre 1577 wurde erstmals eine Hochwacht des alten Standes Bern auf dem Berg erwähnt. Das System der Hochwachten diente in Zeiten eines drohenden Kriegs der Alarmierung, neben dem Bantiger befanden sich diese auf dem Gurten und dem Belpberg.
Frühere Namen waren Rietlissberg oder Wyssenflu. Bantiger setzte sich 1688 durch, als der Berner Kriegsrat dem Ammann von Bolligen die Anweisung gab, das Wachfeuer in einen besseren Zustand zu bringen.
1832 wurde die Bewilligung für eine einfache Wirtschaft erteilt.

## Sendeturm
Auf dem Bantiger steht der Sendeturm Bern-Bantiger, ein Sendeturm der Swisscom. Der Fuss befindet sich auf 941,05 m, die Turmspitze auf 1128,5 m. Auf 975,2 m befindet sich eine öffentlich zugängliche Aussichtsplattform.
- siehe auch Hauptartikel Sendeturm Bern-Bantiger

## Tourismus und Sport
Der Bantiger ist ein Ausflugsberg in der Agglomeration Bern. Er ist nur zu Fuss erreichbar, die ihn und den Sendeturm erschliessende Fahrstrasse ist mit einem allgemeinen Fahrverbot belegt. Vom Parkplatz «Cholgruebe» in Ferenberg bei Stettlen ist die Sendestation in 30 Minuten (Strasse) bzw. 45 Minuten (Wanderweg) zu Fuss zu erreichen.
Der Berner Berglaufcoup («Bärner Bärgloufcoup») wird seit 2014 Anfang August ausgetragen, eine Etappe ist ein 4,8 km langer Anstieg auf den Bantiger, wobei 400 Höhenmeter überwunden werden.

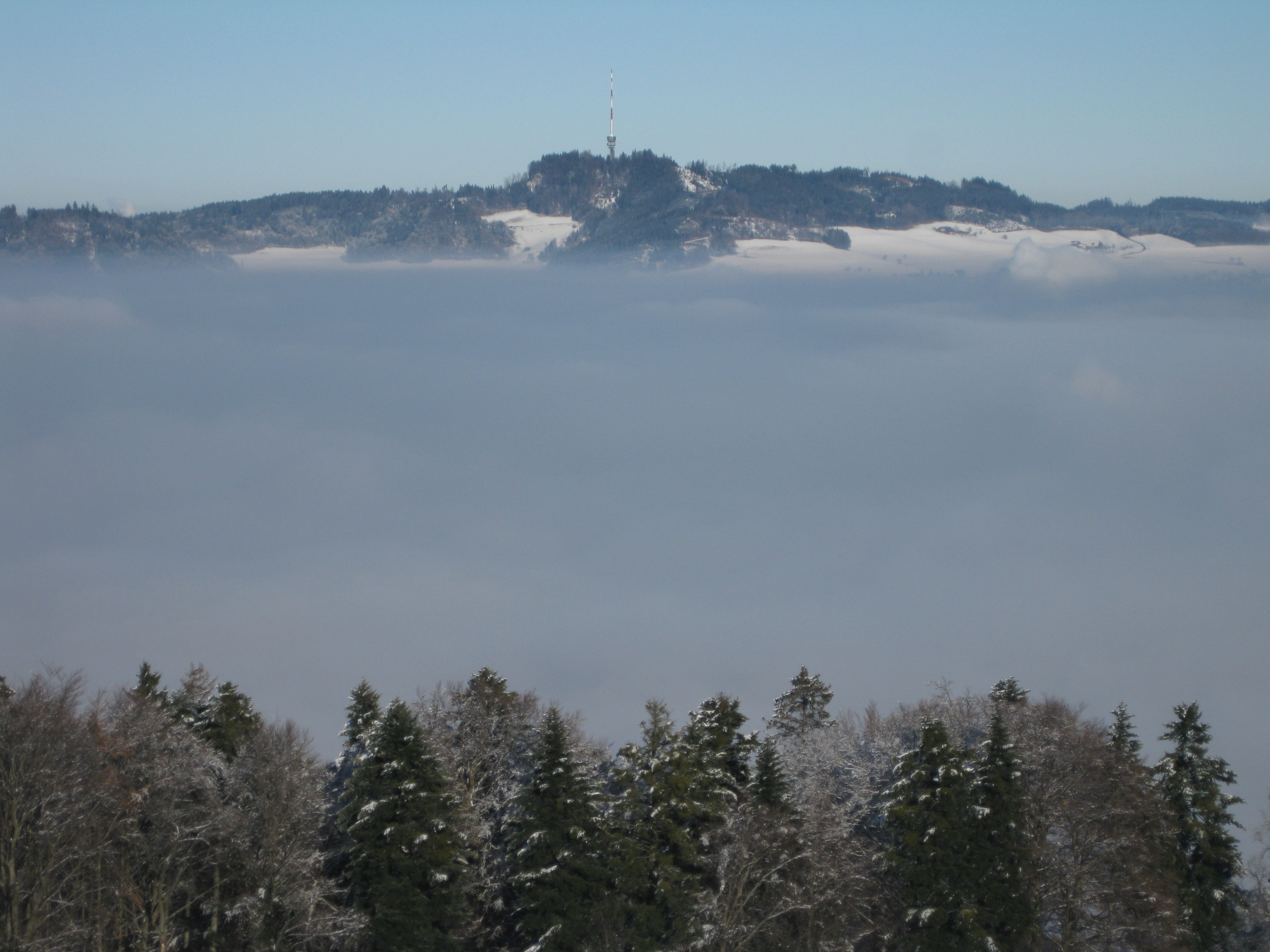
Bantiger, Sicht vom Gurten
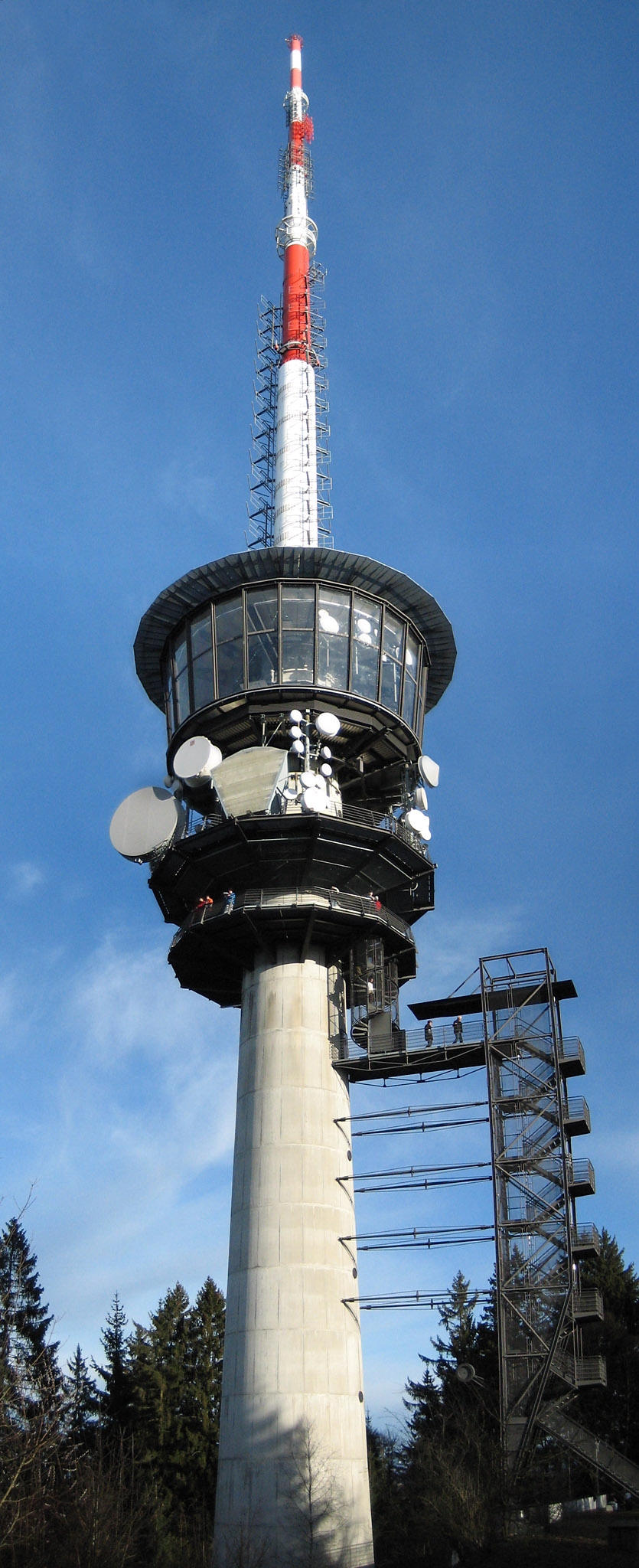
Sendeanlage
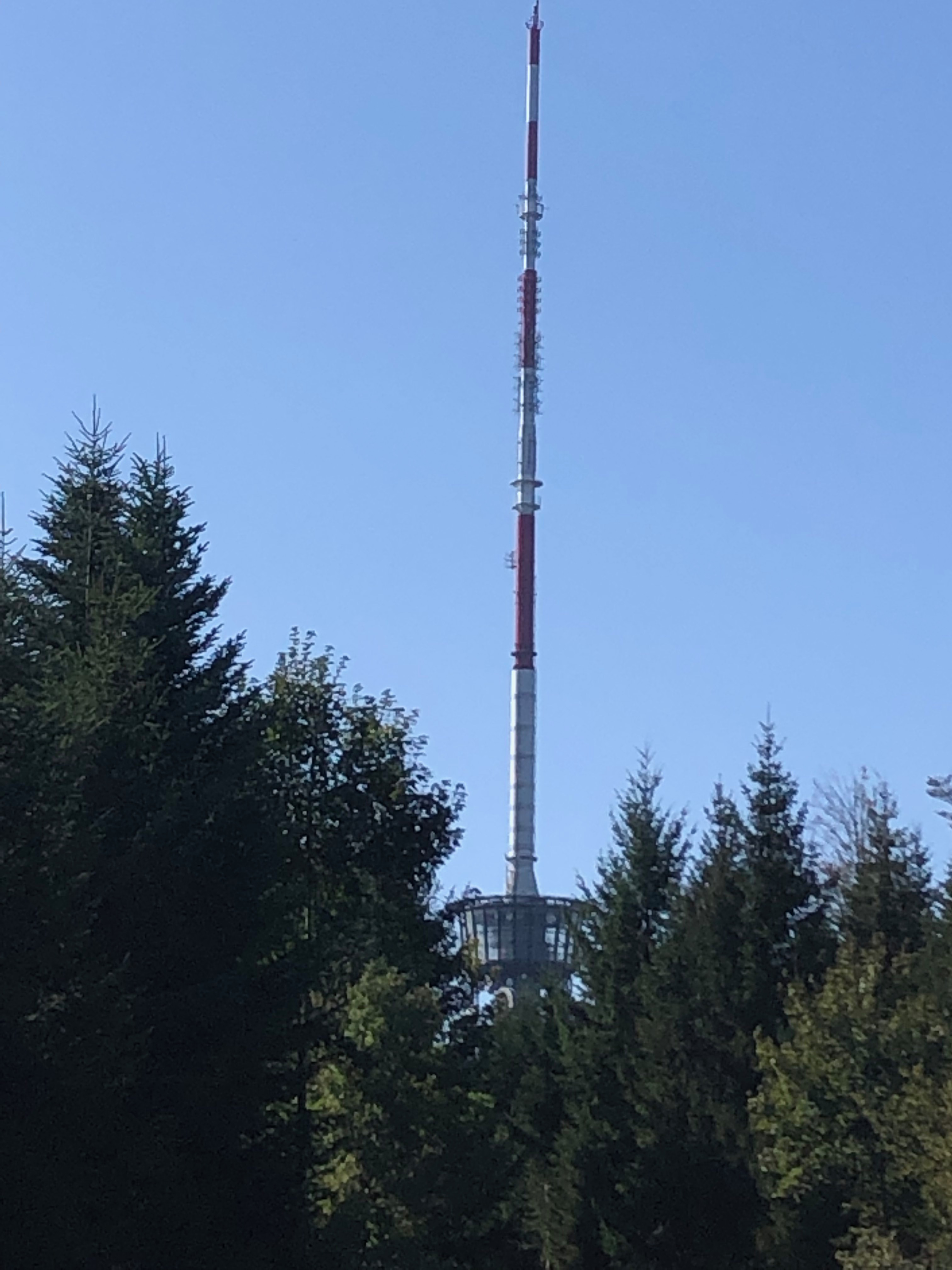
Blick von der Fahrstrasse kurz vor dem Ziel
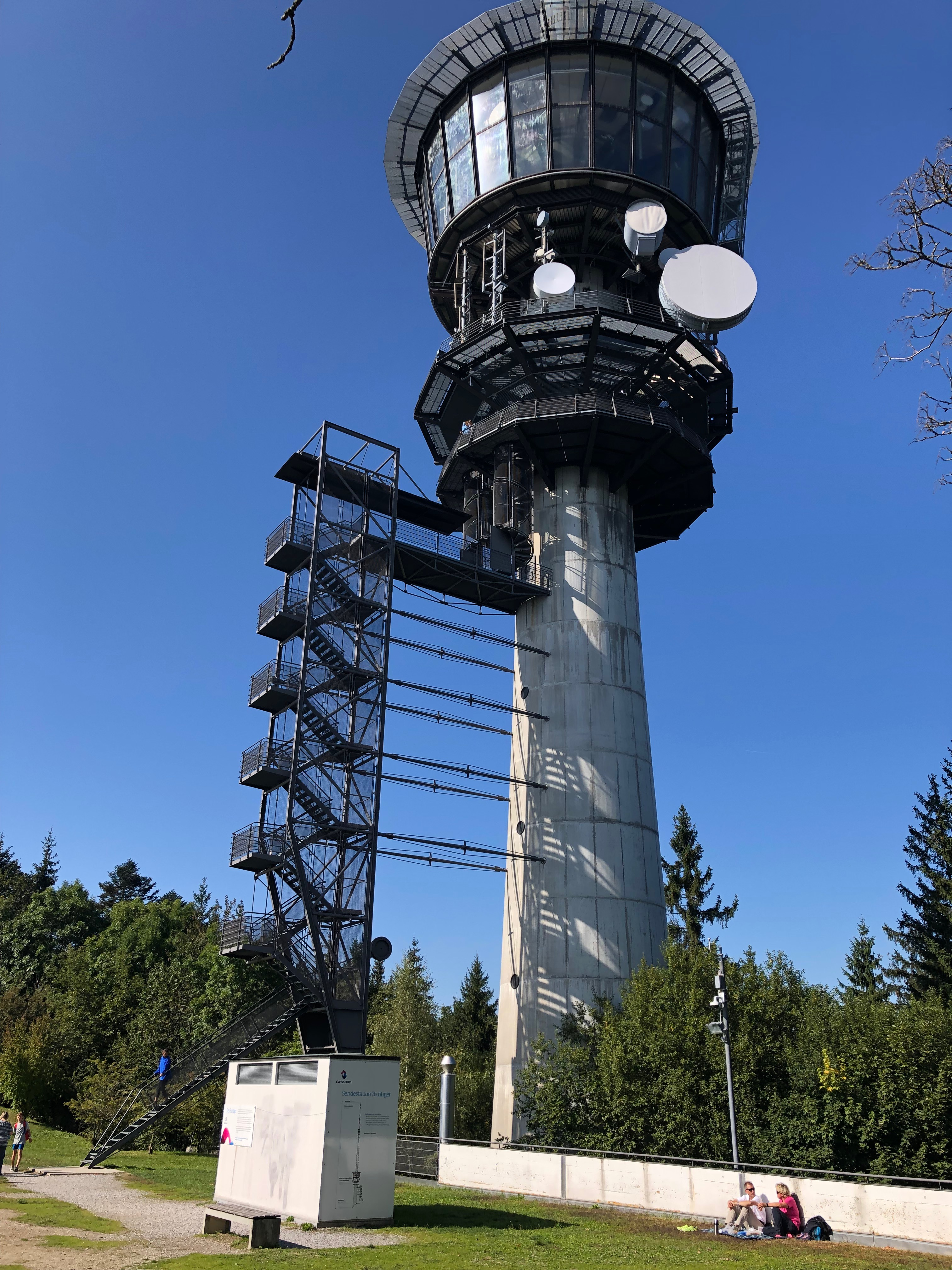
Unterer Turmteil mit Treppe zur Aussichtsplattform
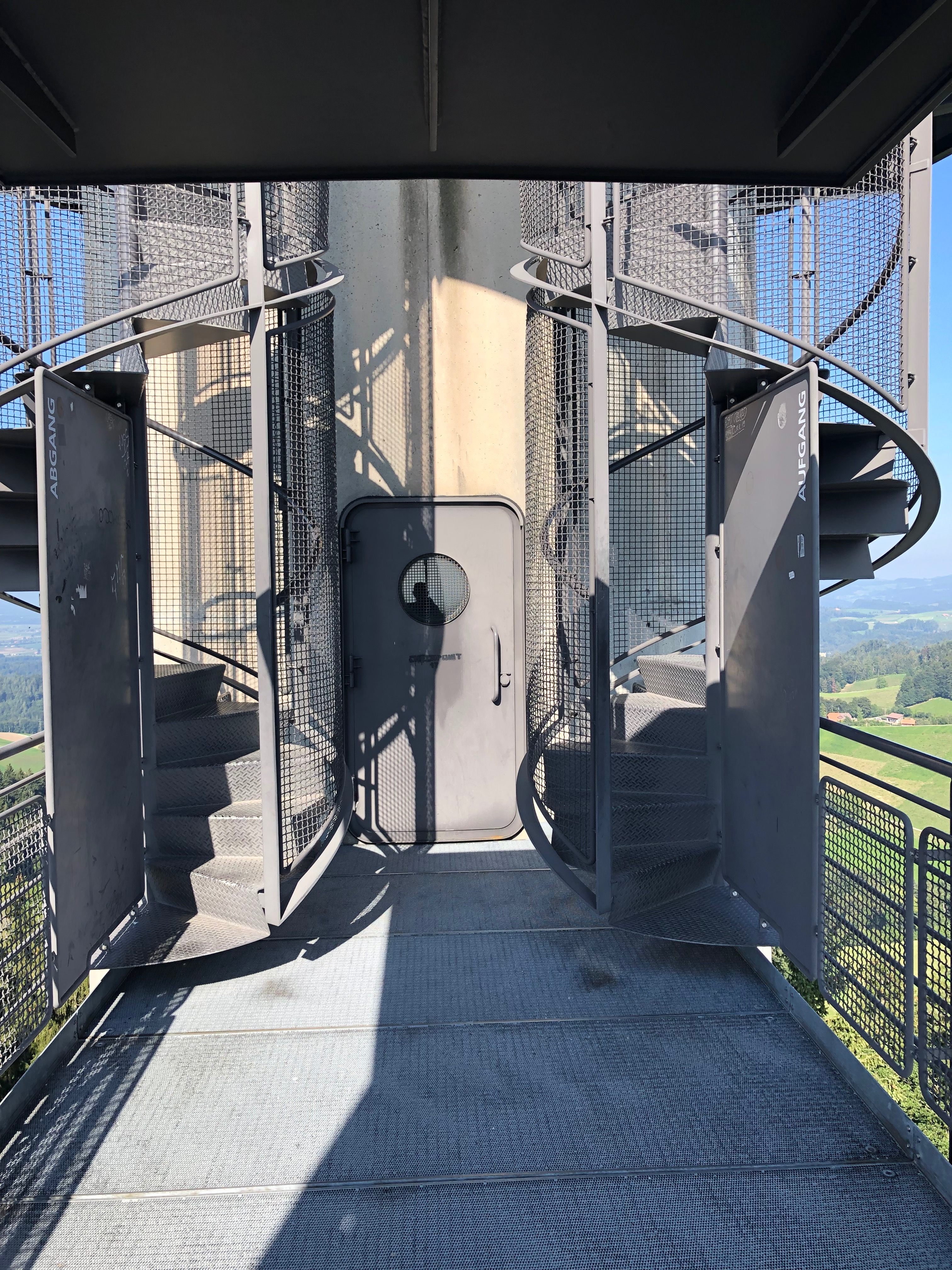
Letzter Teil Aufstieg: 2 Wendeltreppen als «Einbahnstrassen»
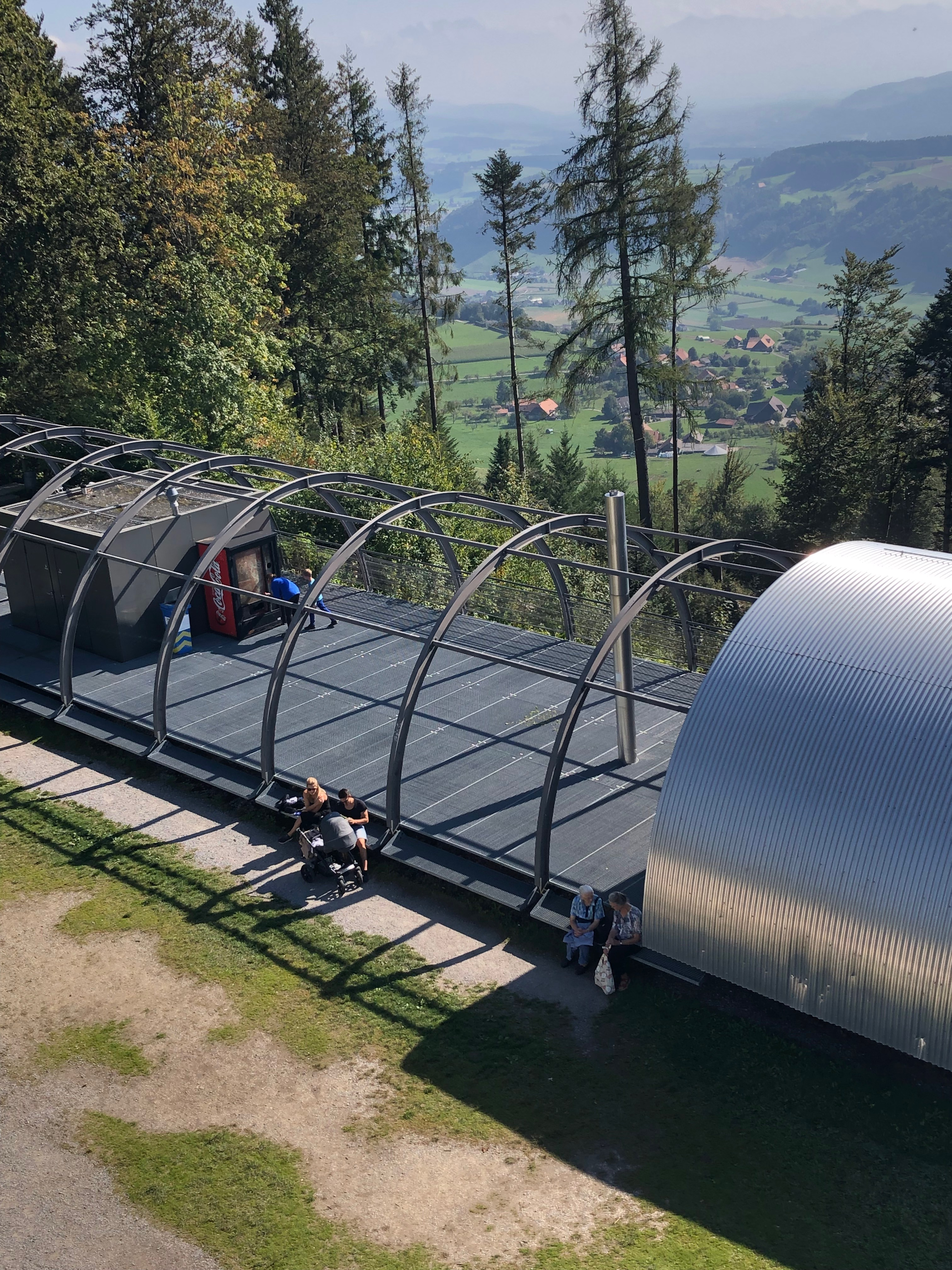
Ausstellungshalle von oben
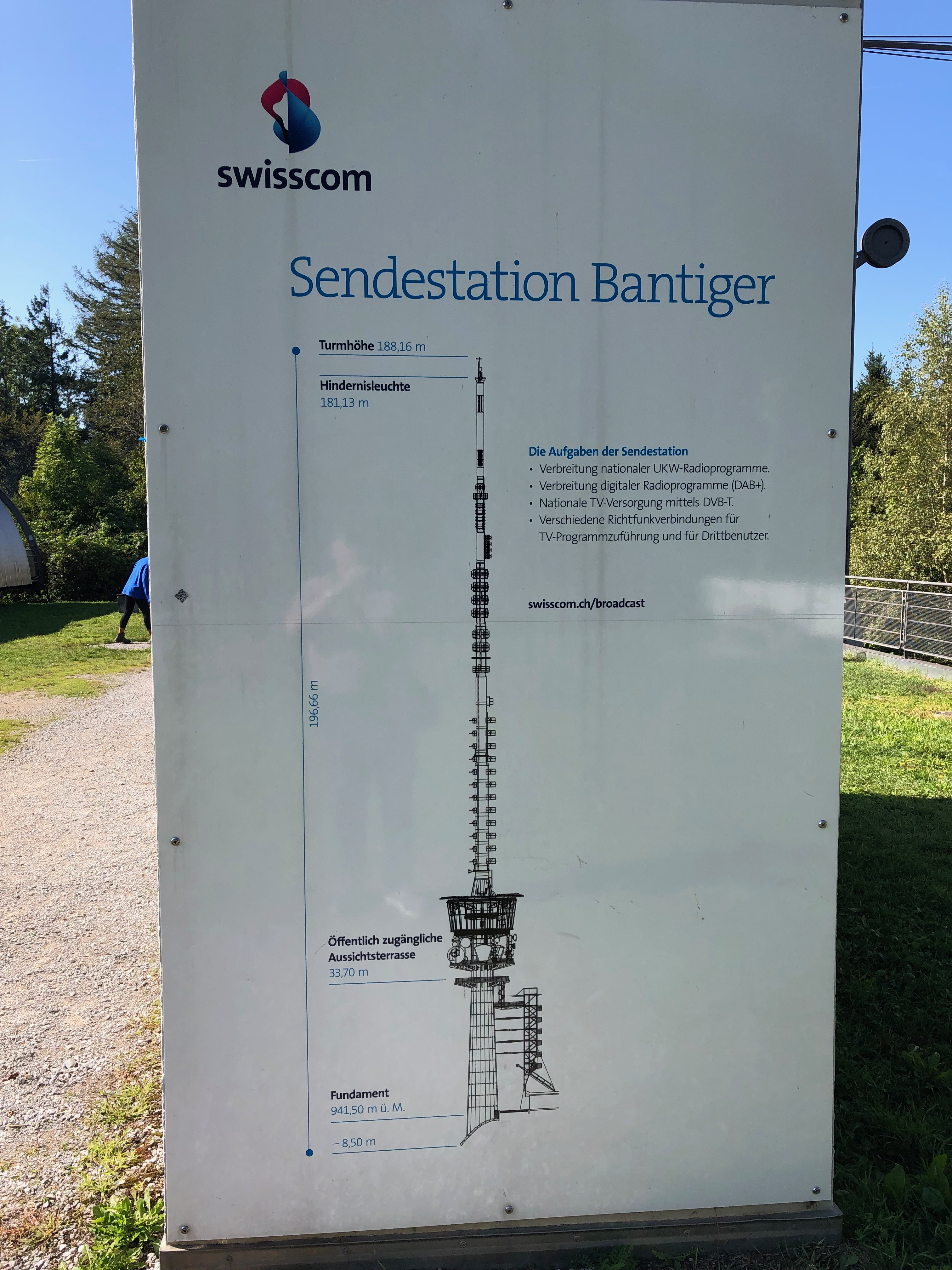
Infotafel Sendestation
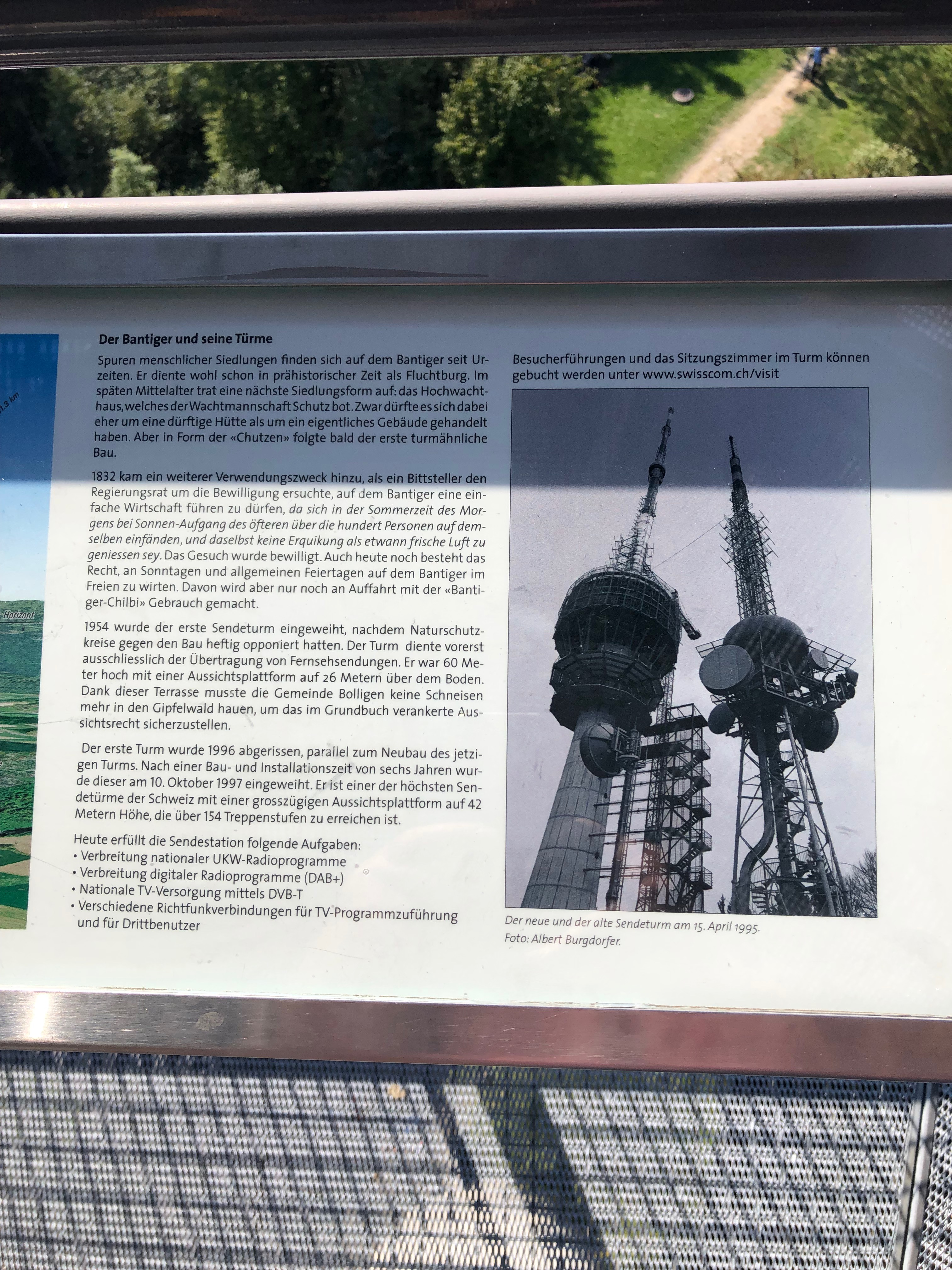
Alter und neuer Sendemast auf einer Schautafel
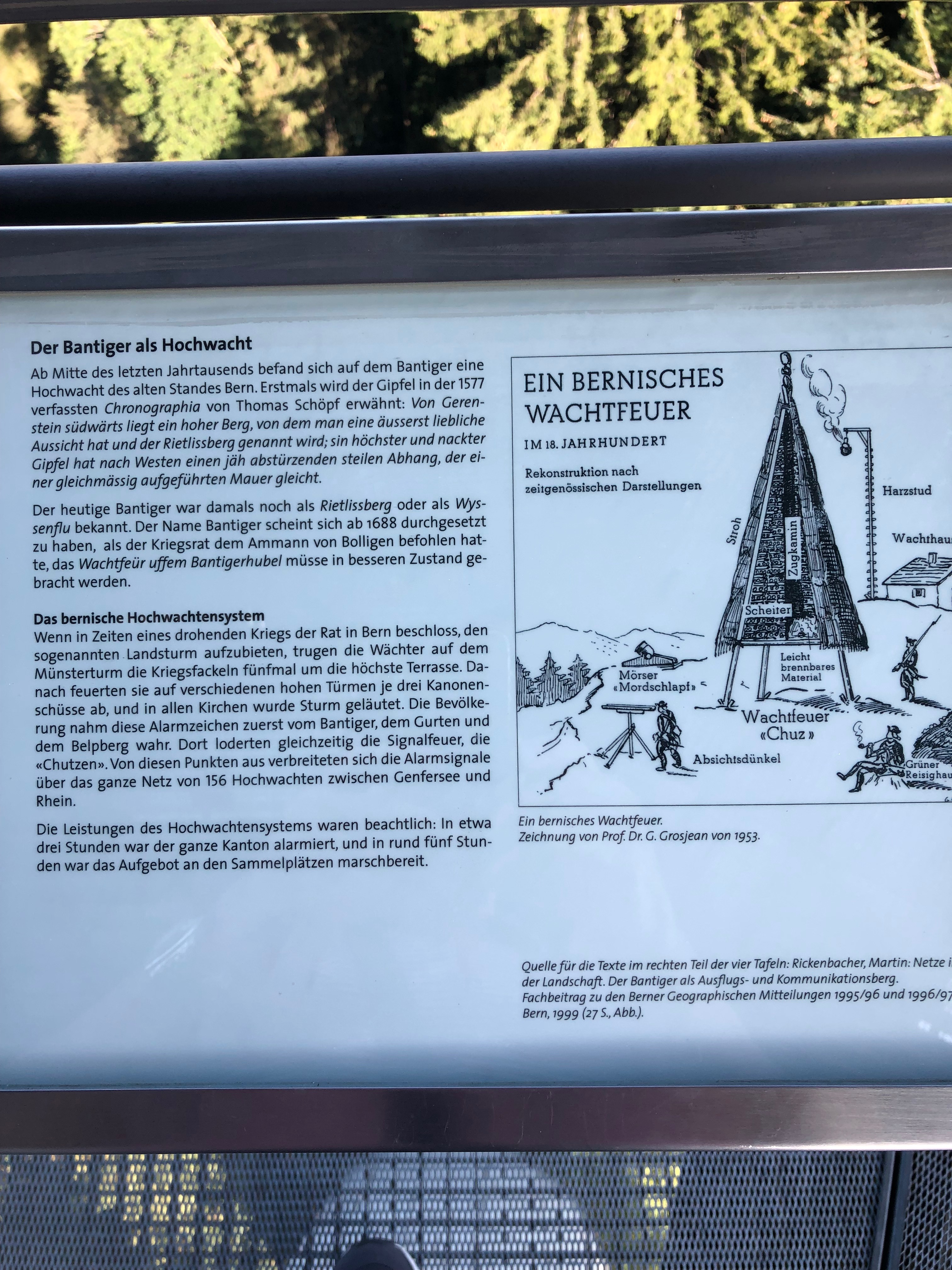
Zur Geschichte